# برنامج الاسكان (السعودية)
برنامج الإسكان السعودي هو برنامج تنفيذي للمملكة العربية السعودية أطلقه مجلس الشؤون الاقتصادية والتنمية عام 2017، وتشرف عليه وزارة الإسكان (تم تحويلها لاحقًا: وزارة البلديات والإسكان)، ويهدف إلى تقديم حلول سكنية للأسر السعودية تساعدهم على تملك المنازل المناسبة، أو الانتفاع بها وفق احتياجاتهم وقدراتهم المادية. ويرأسه وزير الشؤون البلدية والقروية والإسكان، ماجد الحقيل.
وفي 24 مارس 2024م قدم الملك سلمان بن عبد العزيز وولي عهده الأمير محمد، دعماً مالياً قدره 150 مليون ريال، لحملة جود المناطق التابعة لمنصة جود الإسكان، بهدف دعم الأسر الأشد حاجة ضمن الاهتمام الكبير بالدعم المستمر لبرامج الإسكان. وأكد مجلس الوزراء برئاسة ولي العهد الأمير محمد بن سلمان، على دعم المبادرات الوطنية الهادفة لتوفير المساكن للأسر الأشد حاجة والعمل على تحقيق مستهدفات حملة "جود المناطق" التابعة لمنصة "جود الإسكان".
لاحقاً في 28 أبريل 2025م تبرّع ولي العهد محمد بن سلمان بمبلغ مليار ريال سعودي على نفقته الخاصة لصالح جود الإسكان وذلك لدعم تمليك الإسكان للمستفيدين والأسر المستحقة لتشمل مشاريعها في مختلف مناطق السعودية.

## حول البرنامج
يحرص البرنامج على تفادي التمويل المباشر لإنشاء الوحدات والمجمعات السكنية، والاستفادة من القطاع الخاص، ودعمه بالحلول التمويلية لتمكين الأسر السعودية من الحصول على مساكن ملائمة، وزيادة نسبة تملكها إلى 60%، مع زيادة المحتوى المحلي في قطاع الإسكان إلى 73.6%.

## محاور العمل
يشمل نطاق عمل البرنامج ثلاثة محاور، يأتي في مقدمتها زيادة العرض على المساكن عن طريق تنظيم الكثافة السكانية وتطوير مراكز المدن، وتوفير الأراضي، وبناء وحدات سكنية في وقت قياسي. ويعتمد المحور الثاني على تمكين المستفيدين من الحصول على السكن، من خلال تفعيل برامج الإسكان المؤسسي، وتوفير الحلول التمويلية. ويركز المحور الثالث على تنظيم قطاع الإسكان بتهيئة بيئة التطوير العقاري وترتيب شكل العلاقة بين الملاك والمستفيدين من الوحدات السكنية.

## أعضاء لجنة البرنامج[8]
| الإسم                                     | المنصب             |
| ----------------------------------------- | ------------------ |
| الأستاذ/ ماجد بن عبدالله الحقيل           | رئيس لجنة البرنامج |
| المهندس/ سلطان بن جريس الجريس             | عضو                |
| الدكتور/ فهد بن عبد الله المبارك          | عضو                |
| الأستاذ/ محمد النحاس                      | عضو                |
| المهندس/ أسامة الزامل                     | عضو                |
| الأستاذ/ أحمد آل الشيخ                    | عضو                |
| المهندس/ حسين السديري                     | عضو                |
| الشيخ/ عبدالرحمن البليهد                  | عضو                |
| الأستاذ/ ياسر القهيدان                    | عضو                |
| الأستاذ/ سامي الحسيني                     | عضو                |
| المهندس/ فهد السبهان                      | عضو                |
| الأستاذ/ فهد المنصور                      | عضو                |
| الأستاذ/ منصور بن ماضي                    | عضو                |
| الأستاذ/ منصور بن محمد أبو ثنين           | عضو                |
| الأستاذ/ نايف الحمدان                     | عضو                |
| ممثل وزارة الداخلية                       | عضو                |
| ممثل المركز الوطني لإدارة الدين           | عضو                |
| محافظ المؤسسة العامة للتأمينات الاجتماعية | عضو                |